# استرومسو
استرومسو (سوئدی: Strömsö) برنامۀ تلویزیونی فنلاندی (به زبان سوئدی) است. این برنامه شنبه‌ها از شبکۀ اوله یک (Yle TV1) پخش می‌شود و یکشنبه‌ها از شبکۀ Yle Fem تکرار می‌شود. این برنامه که از سال ۲۰۰۲ تولید می‌شود، به کارهای مختلف خانه مانند آشپزی، صنایع دستی، باغبانی و سرگرمی‌ها می‌پردازد. استرومسو یکی از محبوب‌ترین برنامه‌های Yle Fem است و در بین بینندگان فنلاندی زبان و همچنین در سوئد و نروژ نیز محبوب است.
استرومسو از ۲۹ اوت ۲۰۰۲ تاکنون پخش می‌شود.

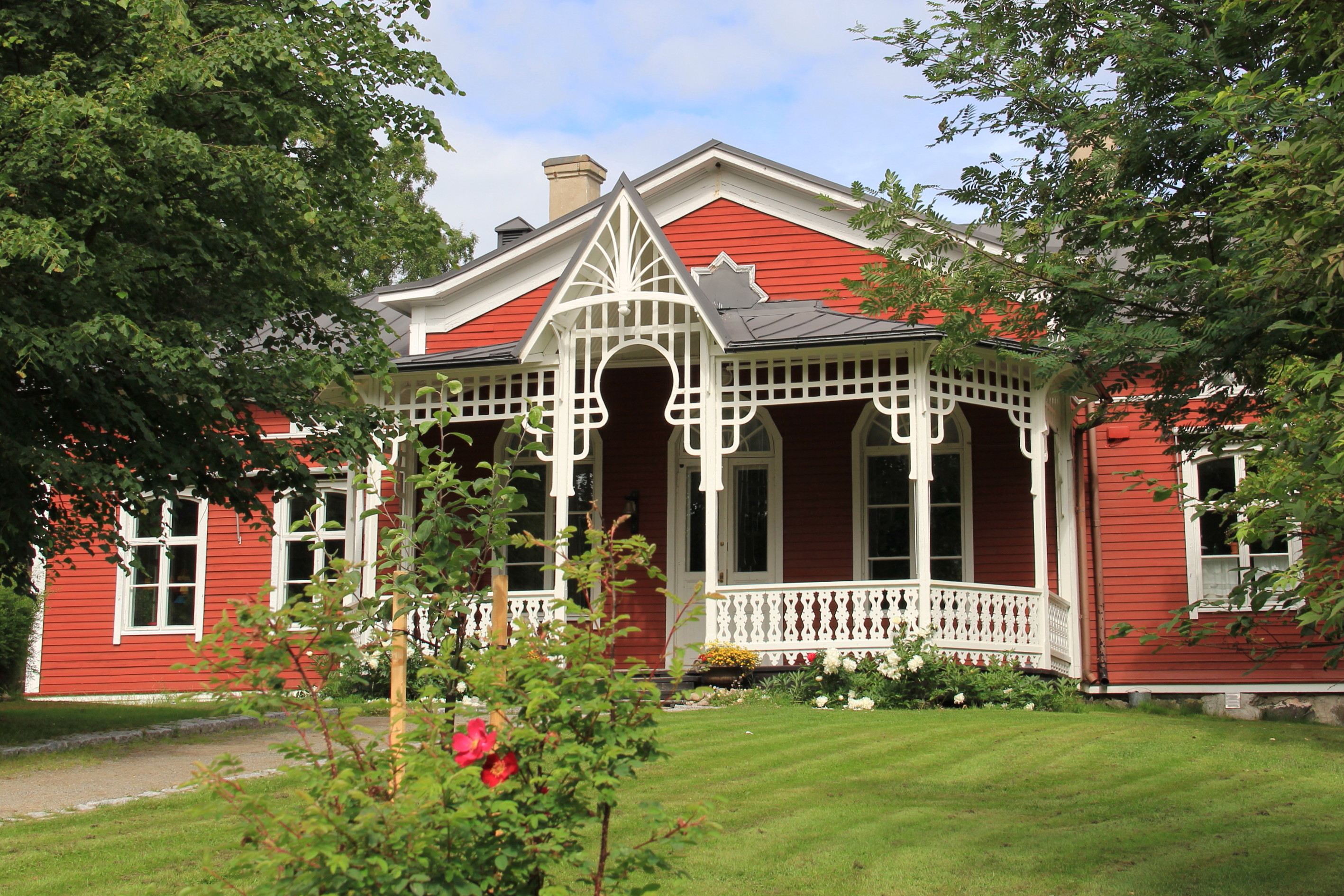
ایوان استرومسو ۰۱

این برنامه در ویلای استرومسو (که نام برنامه از آن گرفته شده است)، ویلایی در شمال شهر واسا، ساخته می‌شود. این ویلا در دهه ۱۸۶۰ ساخته شد و حدود ۱۰۰ سال به عنوان اقامتگاه تابستانی یک خانوادۀ تاجر اهل واسا مورد استفاده قرار می‌گرفت.
استرومسو در سال ۲۰۰۹ جایزۀ تلویزیون طلایی را گرفت.

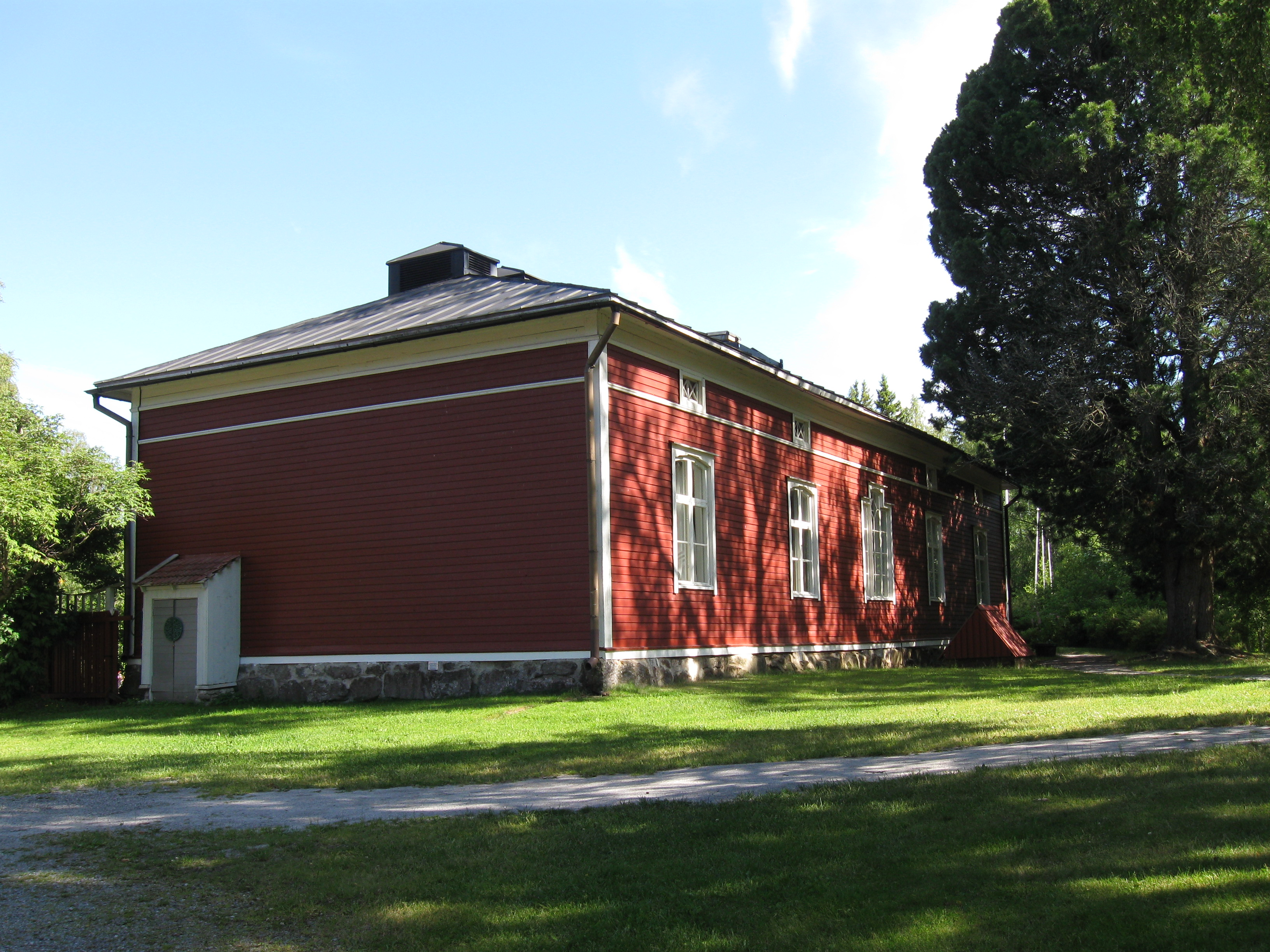
Strömsö

آخرین قسمت این برنامه به شکل فعلی به علت صرفه‌جویی‌های اوله و تعدیل نیروها در مه ۲۰۲۵ فیلم‌برداری شد. این برنامه دیگر هر هفته تولید نخواهد شد.

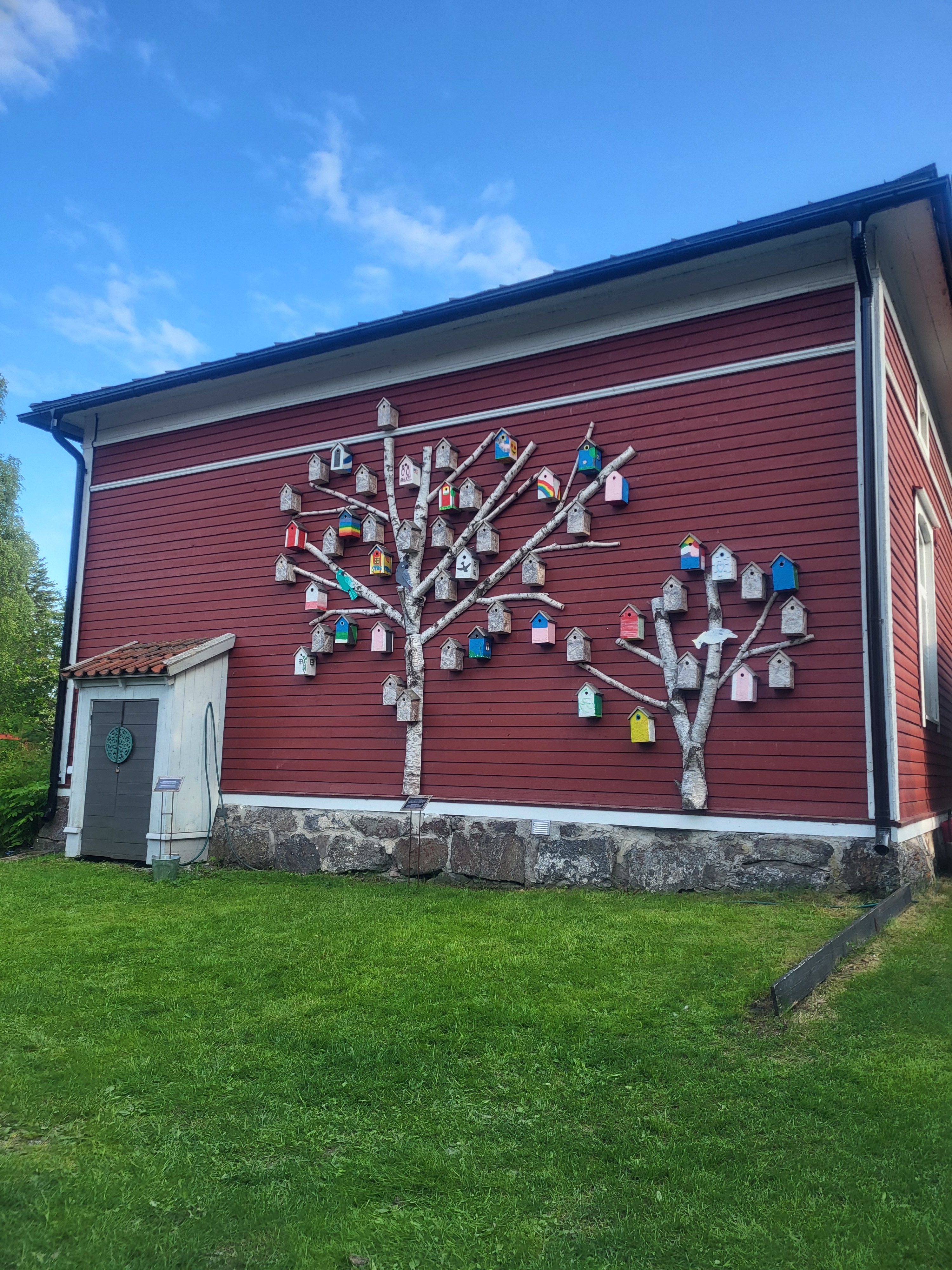
استرومسو در سالگرد تاسیس ۲۰۲۵

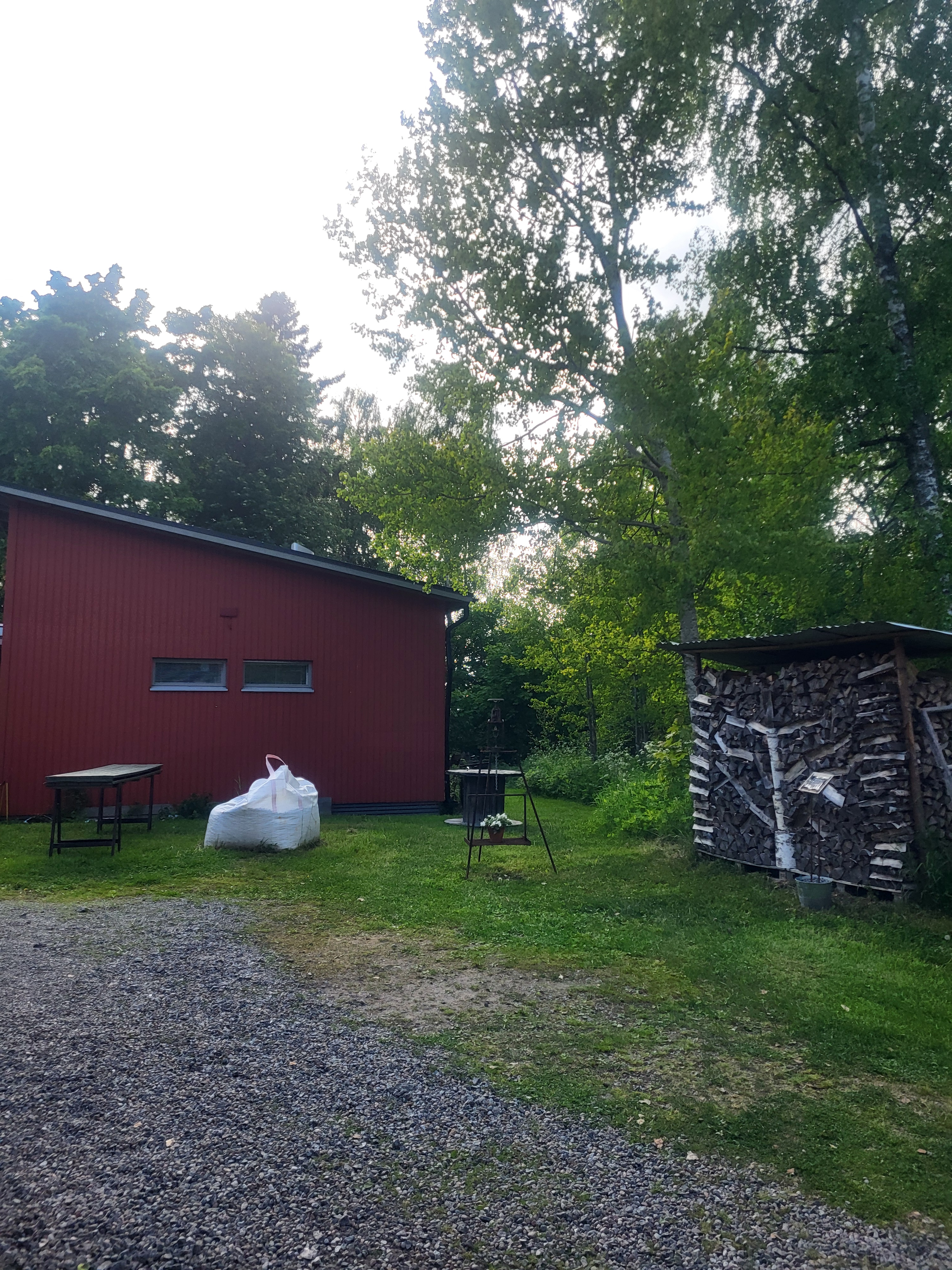
استرومسو در سالگرد تاسیس ۲۰۲۵

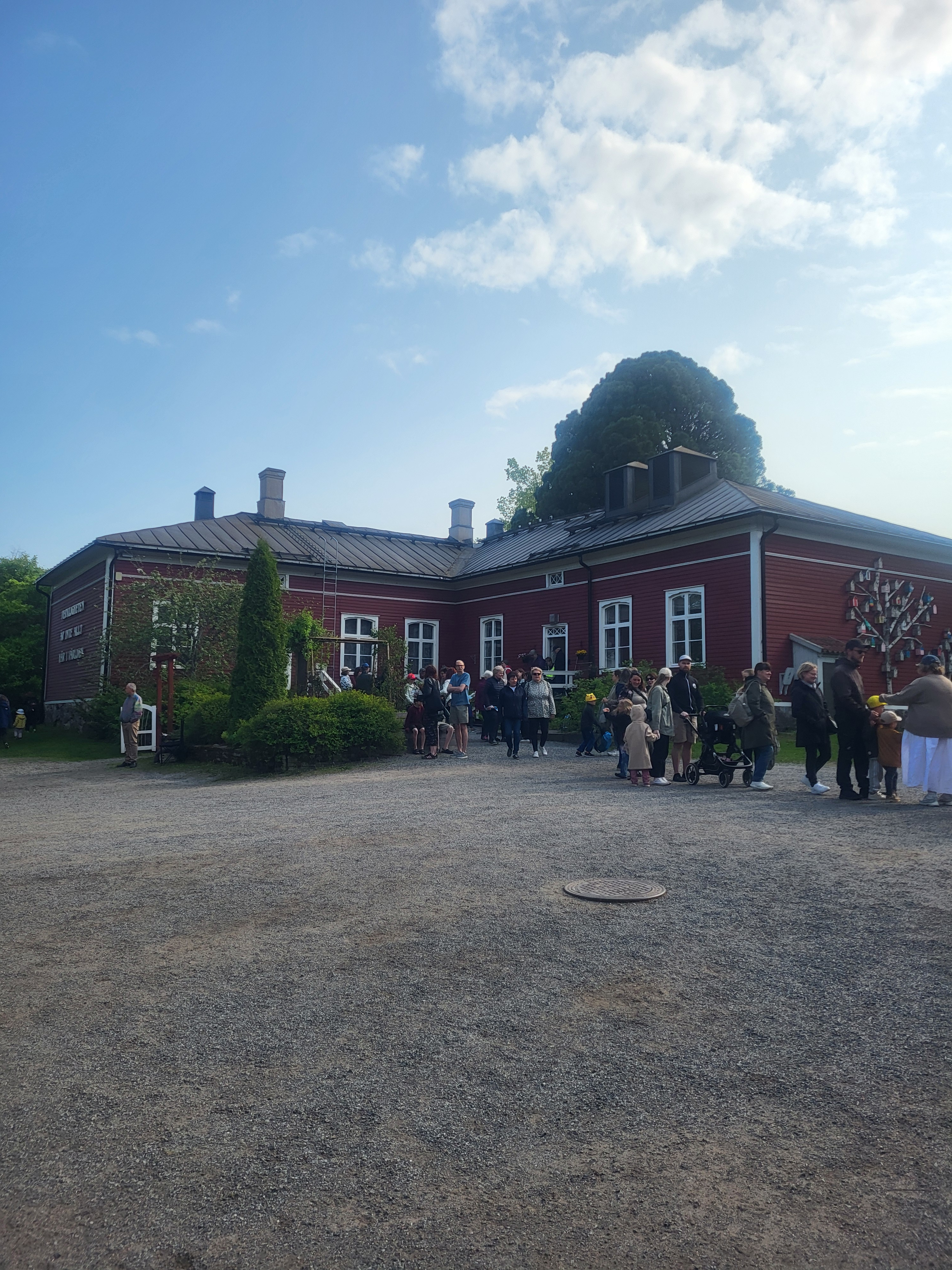
استرومسو در سالگرد تاسیس ۲۰۲۵